# Labastide-Beauvoir
Pour les articles homonymes, voir Labastide.
Labastide-Beauvoir est une commune française située dans le nord-est du département de la Haute-Garonne, en région Occitanie.
Sur le plan historique et culturel, la commune est dans le Lauragais, l'ancien « Pays de Cocagne », lié à la fois à la culture du pastel et à l’abondance des productions, et de « grenier à blé du Languedoc ». Exposée à un climat océanique altéré, elle est drainée par la Marcaissonne, le ruisseau de Rivel, le ruisseau de Tissier, le ruisseau de Visenc et par divers autres petits cours d'eau.
Labastide-Beauvoir est une commune rurale qui compte 1 229 habitants en 2022, après avoir connu une forte hausse de la population depuis 1975. Elle fait partie de l'aire d'attraction de Toulouse. Ses habitants sont appelés les Labastidois ou  Labastidoises.
Le patrimoine architectural de la commune comprend un immeuble protégé au titre des monuments historiques : le château, inscrit en 1983.

## Géographie

### Localisation
La commune de Labastide-Beauvoir se trouve dans le département de la Haute-Garonne, en région Occitanie.
Elle se situe à 22 km à vol d'oiseau de Toulouse, préfecture du département, et à 9 km d'Escalquens, bureau centralisateur du canton d'Escalquens dont dépend la commune depuis 2015 pour les élections départementales.
La commune fait en outre partie du bassin de vie de Toulouse.
Les communes les plus proches sont : 
Varennes (1,9 km), Mauremont (2,9 km), Mourvilles-Basses (3,1 km), Tarabel (3,4 km), Caragoudes (3,5 km), Fourquevaux (4,8 km), Baziège (5,1 km), Villenouvelle (5,2 km).
Sur le plan historique et culturel, Labastide-Beauvoir fait partie du pays toulousain, une ceinture de plaines fertiles entrecoupées de bosquets d'arbres, aux molles collines semées de fermes en briques roses, inéluctablement grignotée par l'urbanisme des banlieues.
Labastide-Beauvoir est limitrophe de sept autres communes.
Les communes limitrophes sont  Baziège, Fourquevaux, Mauremont, Mourvilles-Basses, Préserville, Tarabel et Varennes.
| Préserville | Tarabel            | Mourvilles-Basses |
| Fourquevaux | Labastide-Beauvoir | Varennes          |
| Baziège     | Mauremont          |                   |

### Géologie et relief
La superficie de la commune est de 1 020 hectares ; son altitude varie de 179  à   264 mètres.

### Hydrographie

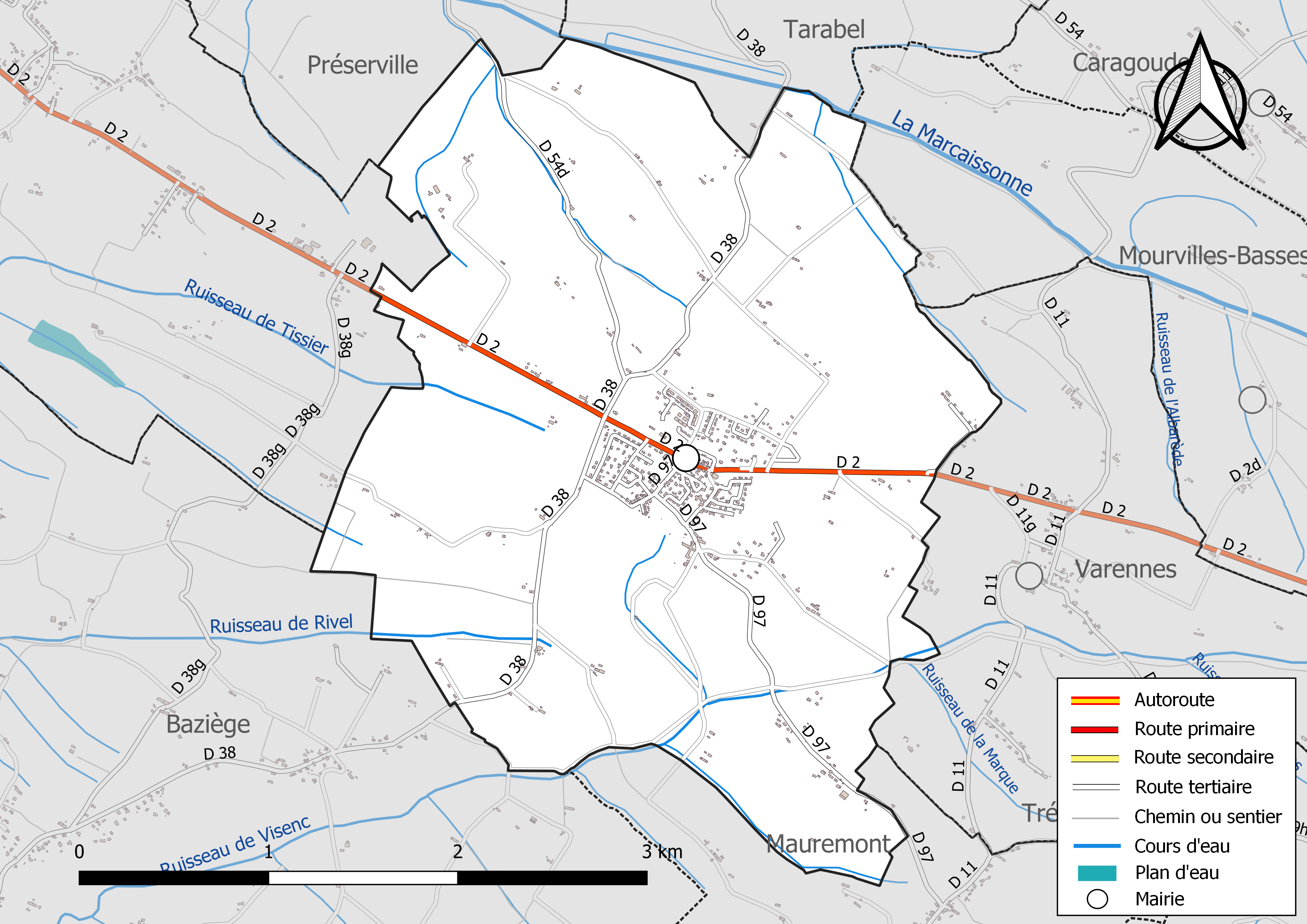
Réseaux hydrographique et routier de Labastide-Beauvoir.

La commune est dans le bassin de la Garonne, au sein du bassin hydrographique Adour-Garonne. Elle est drainée par la Marcaissonne, le ruisseau de Rivel, le ruisseau de Tissier, le ruisseau de Visenc, le ruisseau de la Marque et par divers petits cours d'eau, constituant un réseau hydrographique de 10 km de longueur totale,.
La Marcaissonne, d'une longueur totale de 26,5 km, prend sa source dans la commune de Beauville et s'écoule du sud-est vers le nord-ouest. Elle traverse la commune et se jette dans l'Hers-Mort à Toulouse, après avoir traversé 14 communes.

### Climat
Pour des articles plus généraux, voir Climat de l'Occitanie et Climat de la Haute-Garonne.
En 2010, le climat de la commune est de type climat du Bassin du Sud-Ouest, selon une étude s'appuyant sur une série de données couvrant la période 1971-2000. En 2020, Météo-France publie une typologie des climats de la France métropolitaine dans laquelle la commune est exposée à un climat océanique altéré et est dans la région climatique Aquitaine, Gascogne, caractérisée par une pluviométrie abondante au printemps, modérée en automne, un faible ensoleillement au printemps, un été chaud (19,5 °C), des vents faibles, des brouillards fréquents en automne et en hiver et des orages fréquents en été (15 à 20 jours).
Pour la période 1971-2000, la température annuelle moyenne est de 12,9 °C, avec une amplitude thermique annuelle de 15,6 °C. Le cumul annuel moyen de précipitations est de 776 mm, avec 10,3 jours de précipitations en janvier et 5,5 jours en juillet. Pour la période 1991-2020, la température moyenne annuelle observée sur la station météorologique la plus proche, située sur la commune de Ségreville à 6 km à vol d'oiseau, est de 13,4 °C et le cumul annuel moyen de précipitations est de 747,6 mm,. Pour l'avenir, les paramètres climatiques de la commune estimés pour 2050 selon différents scénarios d'émission de gaz à effet de serre sont consultables sur un site dédié publié par Météo-France en novembre 2022.

### Milieux naturels et biodiversité
Aucun espace naturel présentant un intérêt patrimonial n'est recensé sur la commune dans l'inventaire national du patrimoine naturel,,.

## Urbanisme

### Typologie
Au 1er janvier 2024, Labastide-Beauvoir est catégorisée bourg rural, selon la nouvelle grille communale de densité à sept niveaux définie par l'Insee en 2022.
Elle est située hors unité urbaine. Par ailleurs la commune fait partie de l'aire d'attraction de Toulouse, dont elle est une commune de la couronne,. Cette aire, qui regroupe 527 communes, est catégorisée dans les aires de 700 000 habitants ou plus (hors Paris),.

### Occupation des sols

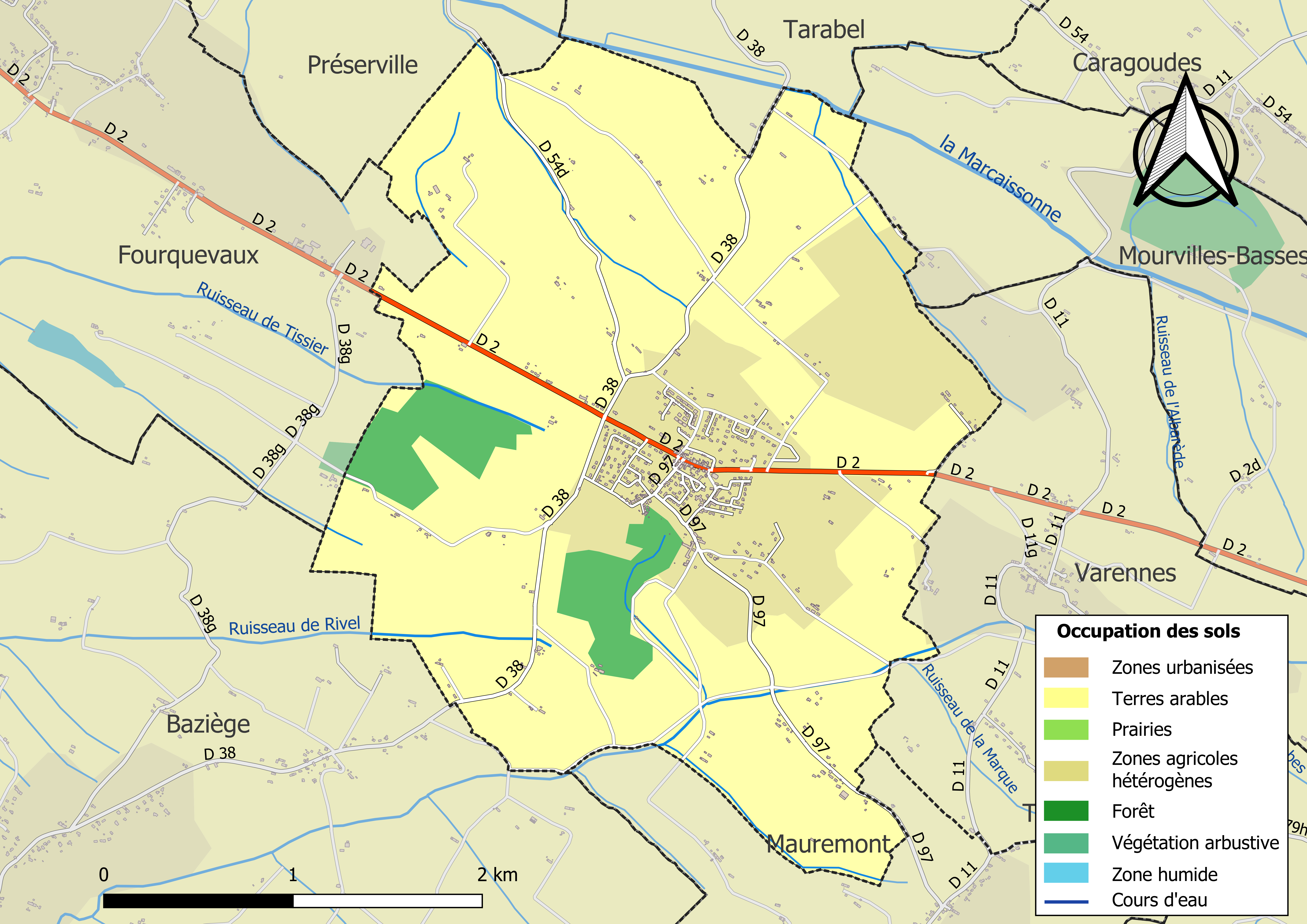
Carte des infrastructures et de l'occupation des sols de la commune en 2018 (CLC).

L'occupation des sols de la commune, telle qu'elle ressort de la base de données européenne d’occupation biophysique des sols Corine Land Cover (CLC), est marquée par l'importance des territoires agricoles (87,3 % en 2018), en diminution par rapport à 1990 (94 %). La répartition détaillée en 2018 est la suivante : 
terres arables (80,6 %), zones urbanisées (6,8 %), zones agricoles hétérogènes (6,7 %), forêts (6 %). L'évolution de l’occupation des sols de la commune et de ses infrastructures peut être observée sur les différentes représentations cartographiques du territoire : la carte de Cassini (XVIIIe siècle), la carte d'état-major (1820-1866) et les cartes ou photos aériennes de l'IGN pour la période actuelle (1950 à aujourd'hui).

### Voies de communication et transports
Accès avec les routes départementales D 2, D 38, D 97 et D 54D.
La ligne 201 du réseau Tisséo relie le centre de la commune au quartier Malepère de Toulouse, en correspondance avec la ligne de bus à haut niveau de service Linéo L7 en direction du centre-ville de Toulouse, et la ligne 357 du réseau Arc-en-Ciel relie le centre de la commune à la gare routière de Toulouse depuis Revel.

### Risques majeurs
Le territoire de la commune de Labastide-Beauvoir est vulnérable à différents aléas naturels : météorologiques (tempête, orage, neige, grand froid, canicule ou sécheresse), inondations et séisme (sismicité très faible). Un site publié par le BRGM permet d'évaluer simplement et rapidement les risques d'un bien localisé soit par son adresse soit par le numéro de sa parcelle.
Certaines parties du territoire communal sont susceptibles d’être affectées par le risque d’inondation par débordement de cours d'eau, notamment la Marcaissonne. La commune a été reconnue en état de catastrophe naturelle au titre des dommages causés par les inondations et coulées de boue survenues en 1982, 1996, 1999, 2007 et 2009,.

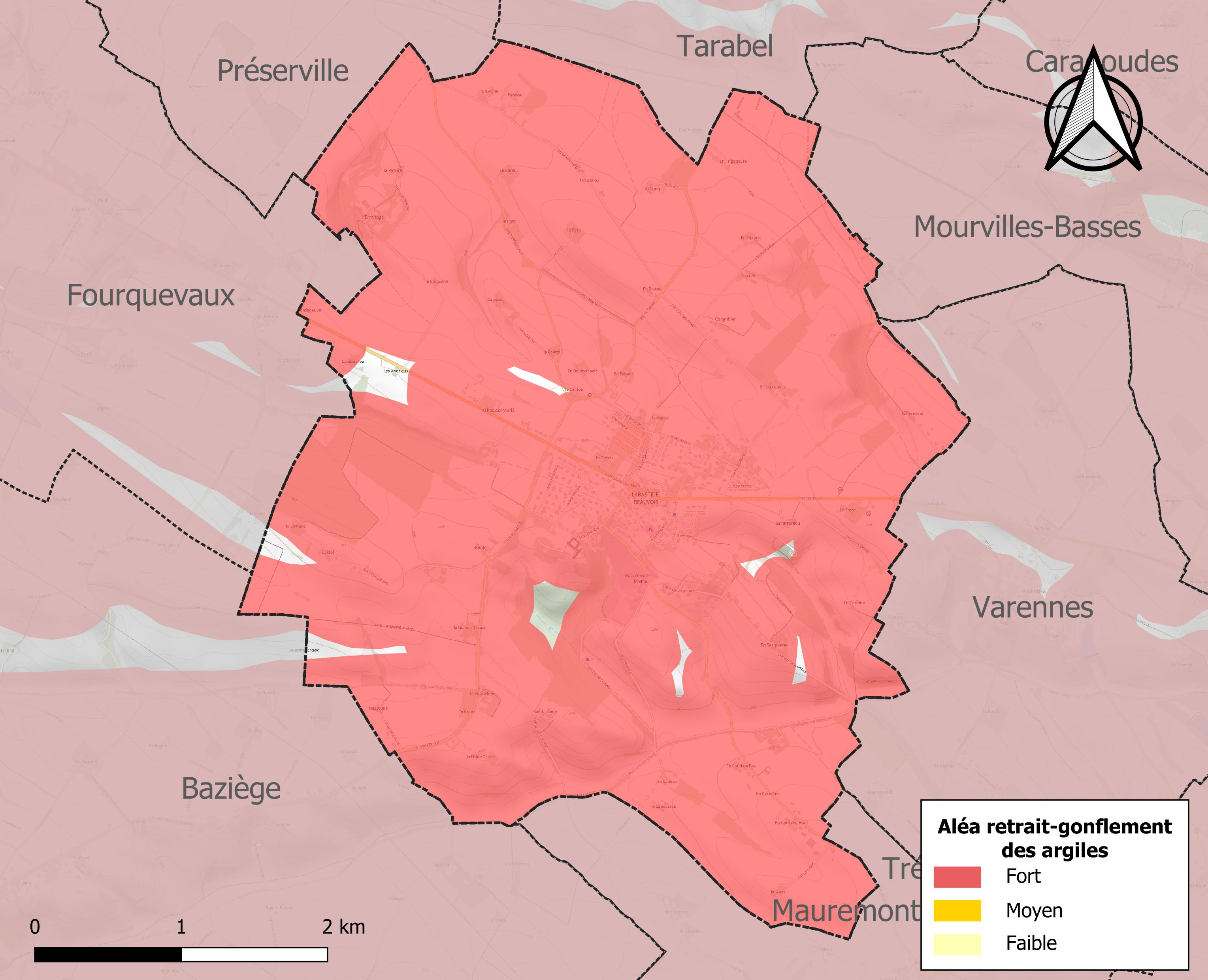
Carte des zones d'aléa retrait-gonflement des sols argileux de Labastide-Beauvoir.

Le retrait-gonflement des sols argileux est susceptible d'engendrer des dommages importants aux bâtiments en cas d’alternance de périodes de sécheresse et de pluie. 98 % de la superficie communale est en aléa moyen ou fort (88,8 % au niveau départemental et 48,5 % au niveau national). Sur les 408 bâtiments dénombrés sur la commune en 2019, 401 sont en aléa moyen ou fort, soit 98 %, à comparer aux 98 % au niveau départemental et 54 % au niveau national. Une cartographie de l'exposition du territoire national au retrait gonflement des sols argileux est disponible sur le site du BRGM,.
Par ailleurs, afin de mieux appréhender le risque d’affaissement de terrain, l'inventaire national des cavités souterraines permet de localiser celles situées sur la commune.
Concernant les mouvements de terrains, la commune a été reconnue en état de catastrophe naturelle au titre des dommages causés par la sécheresse en 2003, 2012 et 2017 et par des mouvements de terrain en 1999.

## Politique et administration

### Administration municipale
Le nombre d'habitants au recensement de 2017 étant compris entre 500 habitants et 1 499 habitants, le nombre de membres du conseil municipal pour l'élection de 2020 est de quinze,.

### Rattachements administratifs et électoraux
Commune faisant partie de la dixième circonscription de la Haute-Garonne, du Sicoval et du canton d'Escalquens (avant le redécoupage départemental de 2014, Labastide-Beauvoir faisait partie de l'ex-canton de Montgiscard).

### Liste des maires

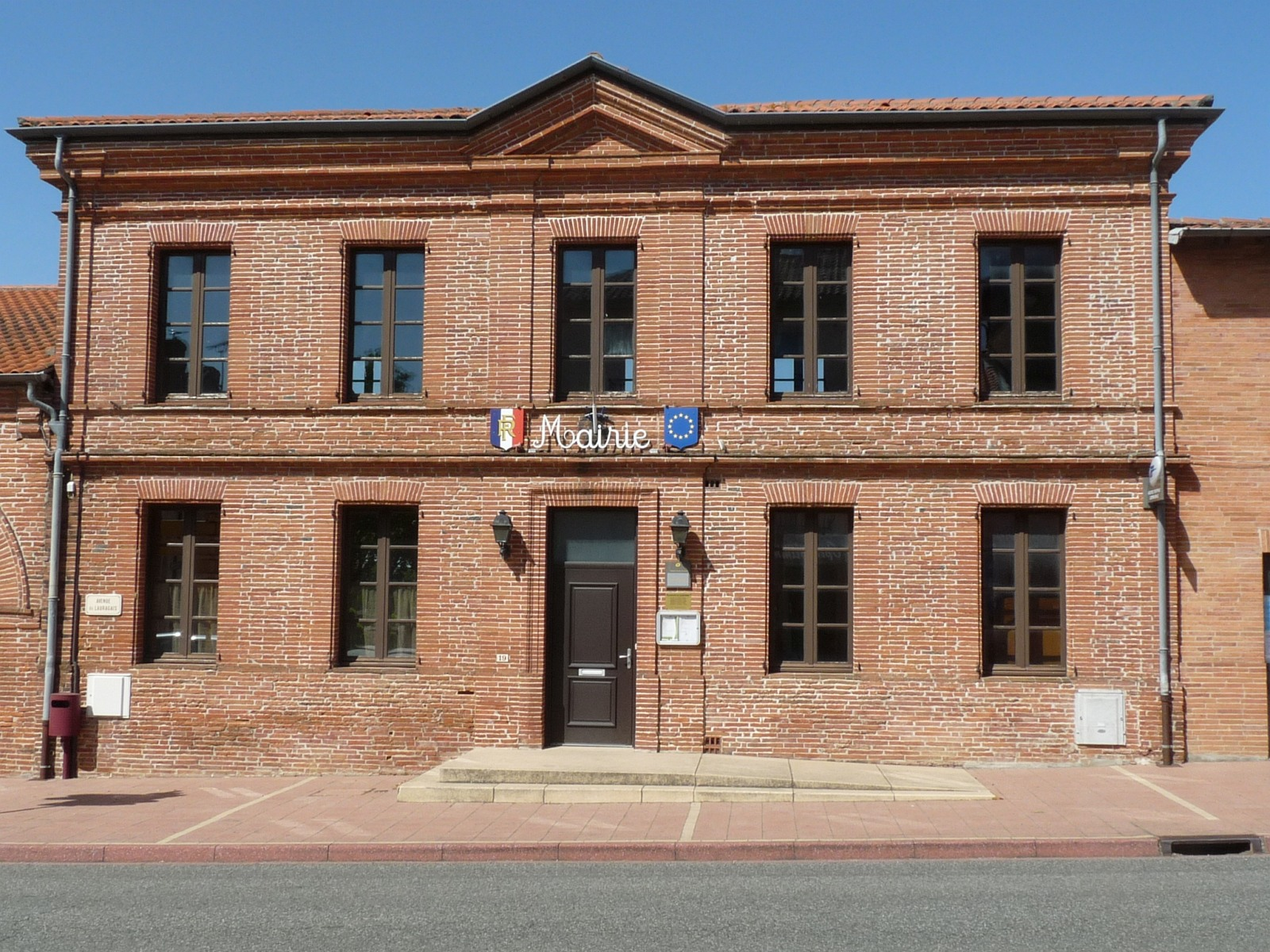
La mairie

| Période                                  | Période  | Identité        | Étiquette | Qualité                                                   |
| ---------------------------------------- | -------- | --------------- | --------- | --------------------------------------------------------- |
| Les données manquantes sont à compléter. |          |                 |           |                                                           |
| mars 2001                                | 2008     | Guy Cayrou      |           | Décédé samedi 4 octobre 2008 d'une crise cardiaque        |
| octobre 2008                             | 2014     | Éric Fleurit    | PS        |                                                           |
| mars 2014                                | 2020     | Georges Ravoire | DVG       | Retraité de l'enseignement Élu avec 55,86 % des suffrages |
| mai 2020                                 | 2024     | André Durand    |           |                                                           |
| 17 novembre 2024                         | En cours | Serge Pina      |           | Retraité                                                  |

## Population et société

### Démographie
L'évolution du nombre d'habitants est connue à travers les recensements de la population effectués dans la commune depuis 1793. Pour les communes de moins de 10 000 habitants, une enquête de recensement portant sur toute la population est réalisée tous les cinq ans, les populations de référence des années intermédiaires étant quant à elles estimées par interpolation ou extrapolation. Pour la commune, le premier recensement exhaustif entrant dans le cadre du nouveau dispositif a été réalisé en 2004.

En 2022, la commune comptait 1 229 habitants, en évolution de −3,83 % par rapport à 2016 (Haute-Garonne : +8,02 %, France hors Mayotte : +2,11 %).
| 1793 | 1800 | 1806 | 1821 | 1831 | 1836 | 1841 | 1846 | 1851 |
| ---- | ---- | ---- | ---- | ---- | ---- | ---- | ---- | ---- |
| 463  | 524  | 573  | 590  | 604  | 644  | 663  | 687  | 666  |

| 1856 | 1861 | 1866 | 1872 | 1876 | 1881 | 1886 | 1891 | 1896 |
| ---- | ---- | ---- | ---- | ---- | ---- | ---- | ---- | ---- |
| 636  | 628  | 578  | 585  | 572  | 554  | 540  | 510  | 510  |

| 1901 | 1906 | 1911 | 1921 | 1926 | 1931 | 1936 | 1946 | 1954 |
| ---- | ---- | ---- | ---- | ---- | ---- | ---- | ---- | ---- |
| 472  | 442  | 421  | 364  | 359  | 378  | 379  | 384  | 408  |

| 1962 | 1968 | 1975 | 1982 | 1990 | 1999 | 2004 | 2006 | 2009  |
| ---- | ---- | ---- | ---- | ---- | ---- | ---- | ---- | ----- |
| 429  | 483  | 510  | 536  | 599  | 664  | 952  | 976  | 1 075 |

| 2014  | 2019  | 2022  | - | - | - | - | - | - |
| ----- | ----- | ----- | - | - | - | - | - | - |
| 1 150 | 1 259 | 1 229 | - | - | - | - | - | - |

| selon la population municipale des années : | 1968 | 1975 | 1982 | 1990 | 1999 | 2006 | 2009 | 2013 |
| Rang de la commune dans le département      | 130  | 180  | 181  | 176  | 179  | 155  | 151  | 152  |
| Nombre de communes du département           | 592  | 582  | 586  | 588  | 588  | 588  | 589  | 589  |

### Enseignement
Labastide-Beauvoir fait partie de l'académie de Toulouse.
L'enseignement est assurée par le groupe scolaire Jacques de Beauvoir : maternelle et primaire.

### Culture et festivité

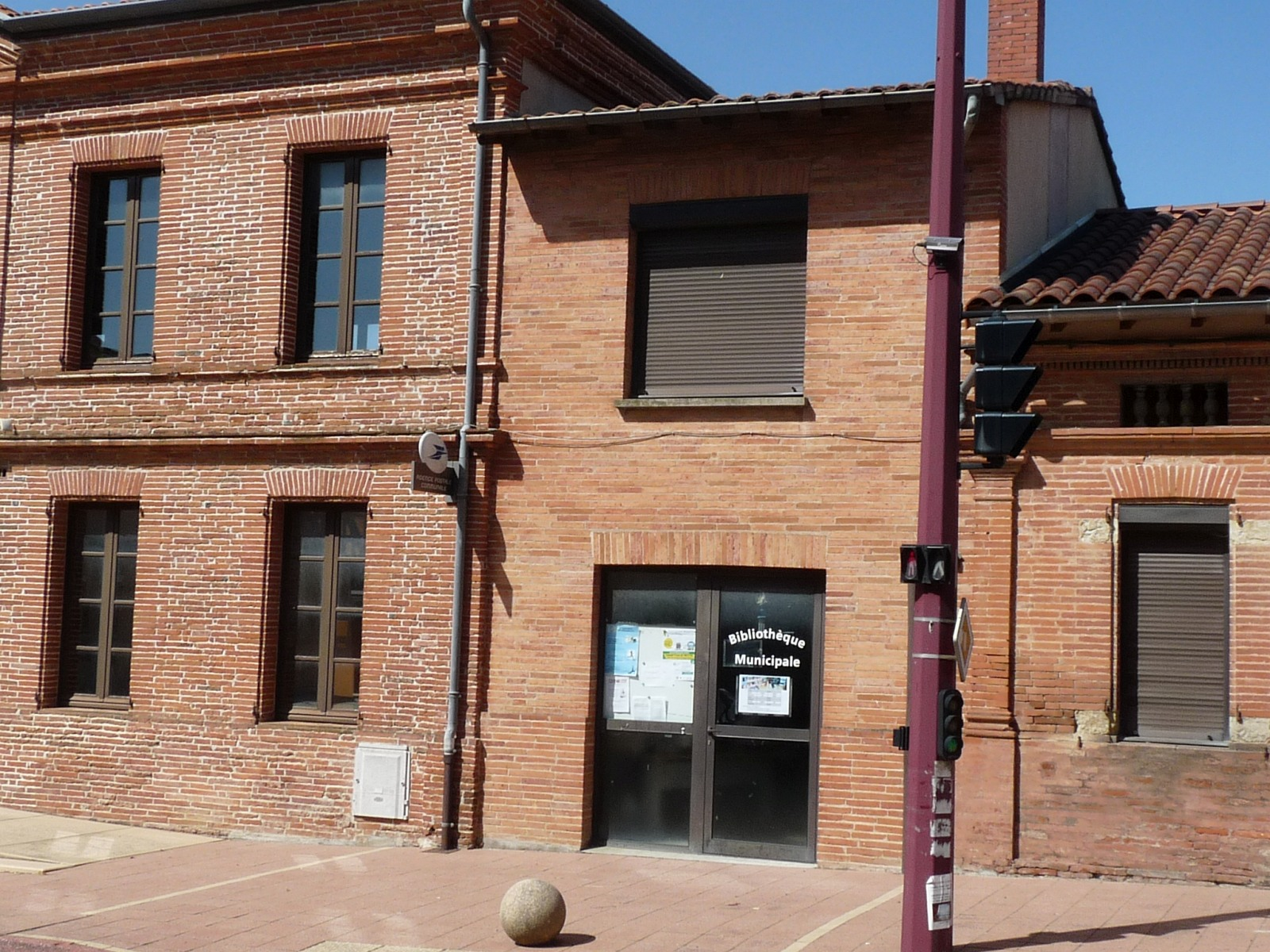
La bibliothèque municipale.

Bibliothèque, foyer rural, théâtre.

### Sports
L'Athlétic Club Labastide-Beauvoir (ACLB XV), équipe de rugby à XV évoluant en 2e série, danse, gymnastique, pétanque.

### Écologie et recyclage
La collecte et le traitement des déchets des ménages et des déchets assimilés ainsi que la protection et la mise en valeur de l'environnement se font dans le cadre du Sicoval.

## Économie

### Revenus
En 2018  (données Insee publiées en septembre 2021), la commune compte 474 ménages fiscaux, regroupant 1 216 personnes. La médiane du revenu disponible par unité de consommation est de 24 580 € (23 140 € dans le département).

### Emploi
|                | 2008  | 2013  | 2018  |
| -------------- | ----- | ----- | ----- |
| Commune        | 4,5 % | 5,7 % | 4,5 % |
| Département    | 7,7 % | 9,6 % | 9,3 % |
| France entière | 8,3 % | 10 %  | 10 %  |

En 2018, la population âgée de 15 à 64 ans s'élève à 836 personnes, parmi lesquelles on compte 77,8 % d'actifs (73,4 % ayant un emploi et 4,5 % de chômeurs) et 22,2 % d'inactifs,. Depuis 2008, le taux de chômage communal (au sens du recensement) des 15-64 ans est inférieur à celui de la France et du département.
La commune fait partie de la couronne de l'aire d'attraction de Toulouse, du fait qu'au moins 15 % des actifs travaillent dans le pôle,. Elle compte 193 emplois en 2018, contre 224 en 2013 et 212 en 2008. Le nombre d'actifs ayant un emploi résidant dans la commune est de 620, soit un indicateur de concentration d'emploi de 31,1 % et un taux d'activité parmi les 15 ans ou plus de 64,5 %.
Sur ces 620 actifs de 15 ans ou plus ayant un emploi, 75 travaillent dans la commune, soit 12 % des habitants. Pour se rendre au travail, 85,9 % des habitants utilisent un véhicule personnel ou de fonction à quatre roues, 4,7 % les transports en commun, 4,9 % s'y rendent en deux-roues, à vélo ou à pied et 4,5 % n'ont pas besoin de transport (travail au domicile).

### Activités hors agriculture

#### Secteurs d'activités
83 établissements sont implantés  à Labastide-Beauvoir au 31 décembre 2019. Le tableau ci-dessous en détaille le nombre par secteur d'activité et compare les ratios avec ceux du département,.
| Secteur d'activité                                                                                        | Commune | Commune | Département |
| Secteur d'activité                                                                                        | Nombre  | %       | %           |
| --- | ------- | ------- | ----------- |
| Ensemble                                                                                                  | 83      | 100 %   | (100 %)     |
| Industrie manufacturière, industries extractives et autres                                                | 6       | 7,2 %   | (5,7 %)     |
| Construction                                                                                              | 10      | 12 %    | (12 %)      |
| Commerce de gros et de détail, transports, hébergement et restauration                                    | 16      | 19,3 %  | (25,9 %)    |
| Information et communication                                                                              | 2       | 2,4 %   | (4,1 %)     |
| Activités financières et d'assurance                                                                      | 1       | 1,2 %   | (3,8 %)     |
| Activités immobilières                                                                                    | 1       | 1,2 %   | (4,2 %)     |
| Activités spécialisées, scientifiques et techniques et activités de services administratifs et de soutien | 16      | 19,3 %  | (19,8 %)    |
| Administration publique, enseignement, santé humaine et action sociale                                    | 20      | 24,1 %  | (16,6 %)    |
| Autres activités de services                                                                              | 11      | 13,3 %  | (7,9 %)     |

Le secteur de l'administration publique, l'enseignement, la santé humaine et l'action sociale est prépondérant sur la commune puisqu'il représente 24,1 % du nombre total d'établissements de la commune (20 sur les 83 entreprises implantées  à Labastide-Beauvoir), contre 16,6 % au niveau départemental.

#### Entreprises et commerces
Les cinq entreprises ayant leur siège social sur le territoire communal qui génèrent le plus de chiffre d'affaires en 2020 sont : 
- Maison De Santé Mailhol, activités hospitalières (6 342 k€)
- Concept Solution, travaux de peinture et vitrerie (172 k€)
- Société De Second Œuvre Labastidoise ISOL, travaux de plâtrerie (147 k€)
- Abelyo, ingénierie, études techniques (96 k€)
- Jacqar, activités des sociétés holding (62 k€)

### Agriculture
La commune est dans le Lauragais, une petite région agricole occupant le nord-est du département de la Haute-Garonne, dont les coteaux portent des grandes cultures en sec avec une dominante blé dur et tournesol. En 2020, l'orientation technico-économique de l'agriculture  sur la commune est la culture de céréales et/ou d'oléoprotéagineuses.
|               | 1988 | 2000 | 2010 | 2020 |
| ------------- | ---- | ---- | ---- | ---- |
| Exploitations | 22   | 14   | 18   | 16   |
| SAU (ha)      | 695  | 563  | 926  | 902  |

Le nombre d'exploitations agricoles en activité et ayant leur siège dans la commune est passé de 22 lors du recensement agricole de 1988  à 14 en 2000 puis à 18 en 2010 et enfin à 16 en 2020, soit une baisse de 27 % en 32 ans. Le même mouvement est observé à l'échelle du département qui a perdu pendant cette période 57 % de ses exploitations,. La surface agricole utilisée sur la commune a quant à elle augmenté, passant de 695 ha en 1988 à 902 ha en 2020. Parallèlement la surface agricole utilisée moyenne par exploitation a augmenté, passant de 32 à 56 ha.

## Culture locale et patrimoine

### Lieux et monuments
- Le château de Labastide-Beauvoir est inscrit au titre des monuments historiques depuis 1983[42]. C'est une grande demeure familiale dont la construction a débuté au XIIIe siècle par l'édification d'une bastide qui a évolué jusqu'au XVIIIe siècle.
- L'église paroissiale Notre-Dame-de-l'Assomption. Sa cloche en bronze datée de 1613 est classée monument historique au titre objet depuis 1914[43].
- Statue de l'Immaculée Conception.

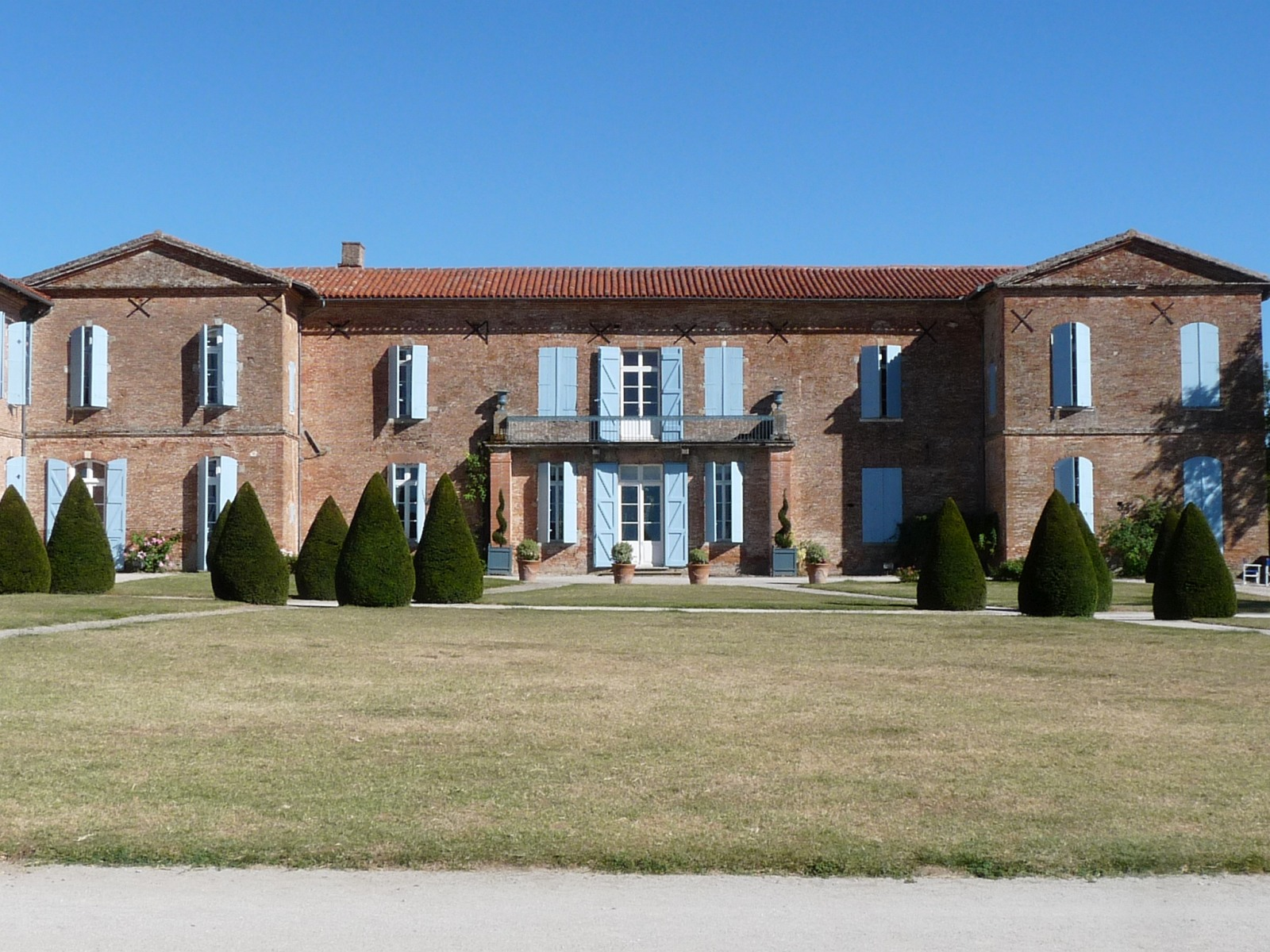
Le château
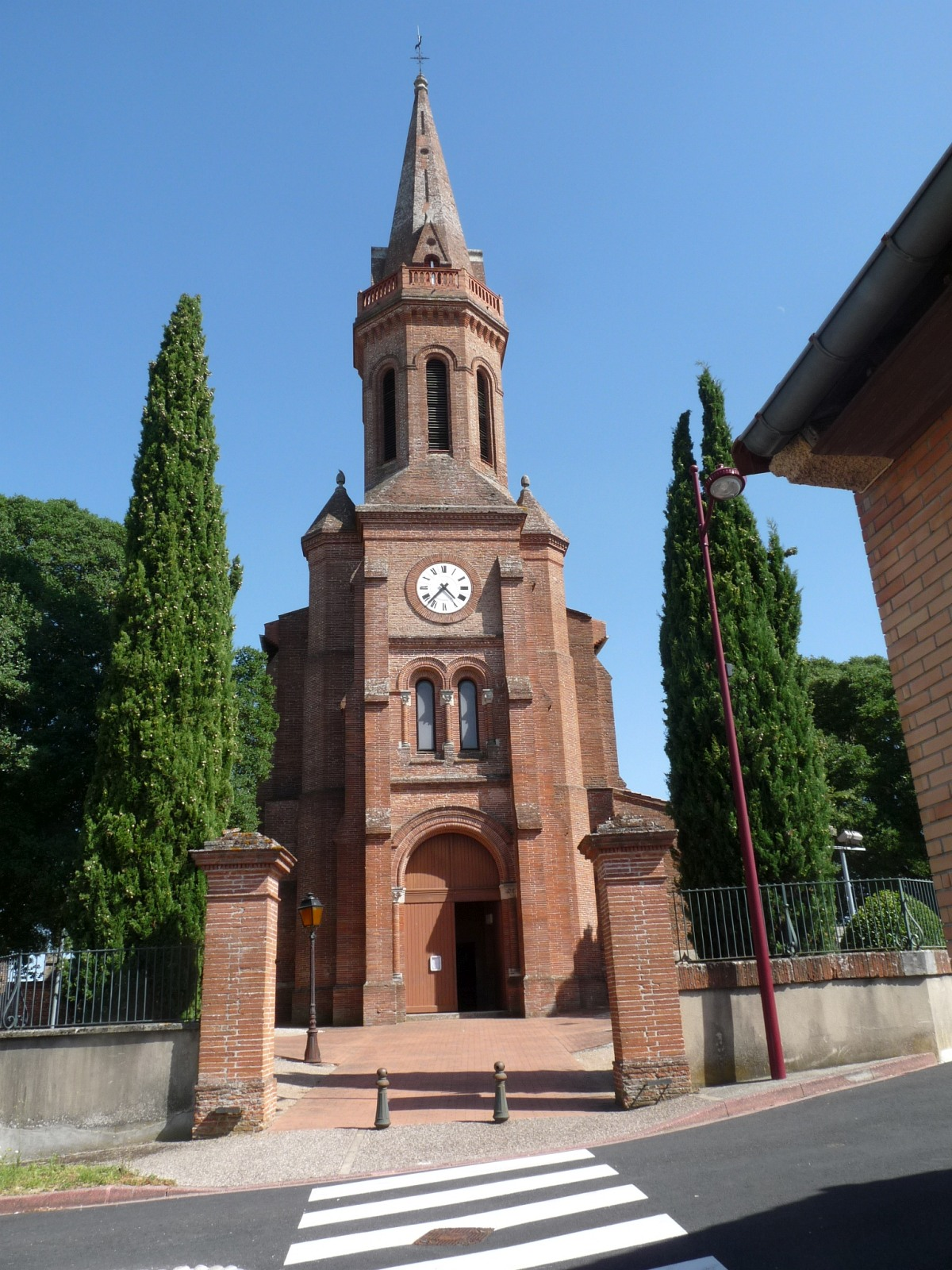
L'église Notre-Dame-de-l'Assomption
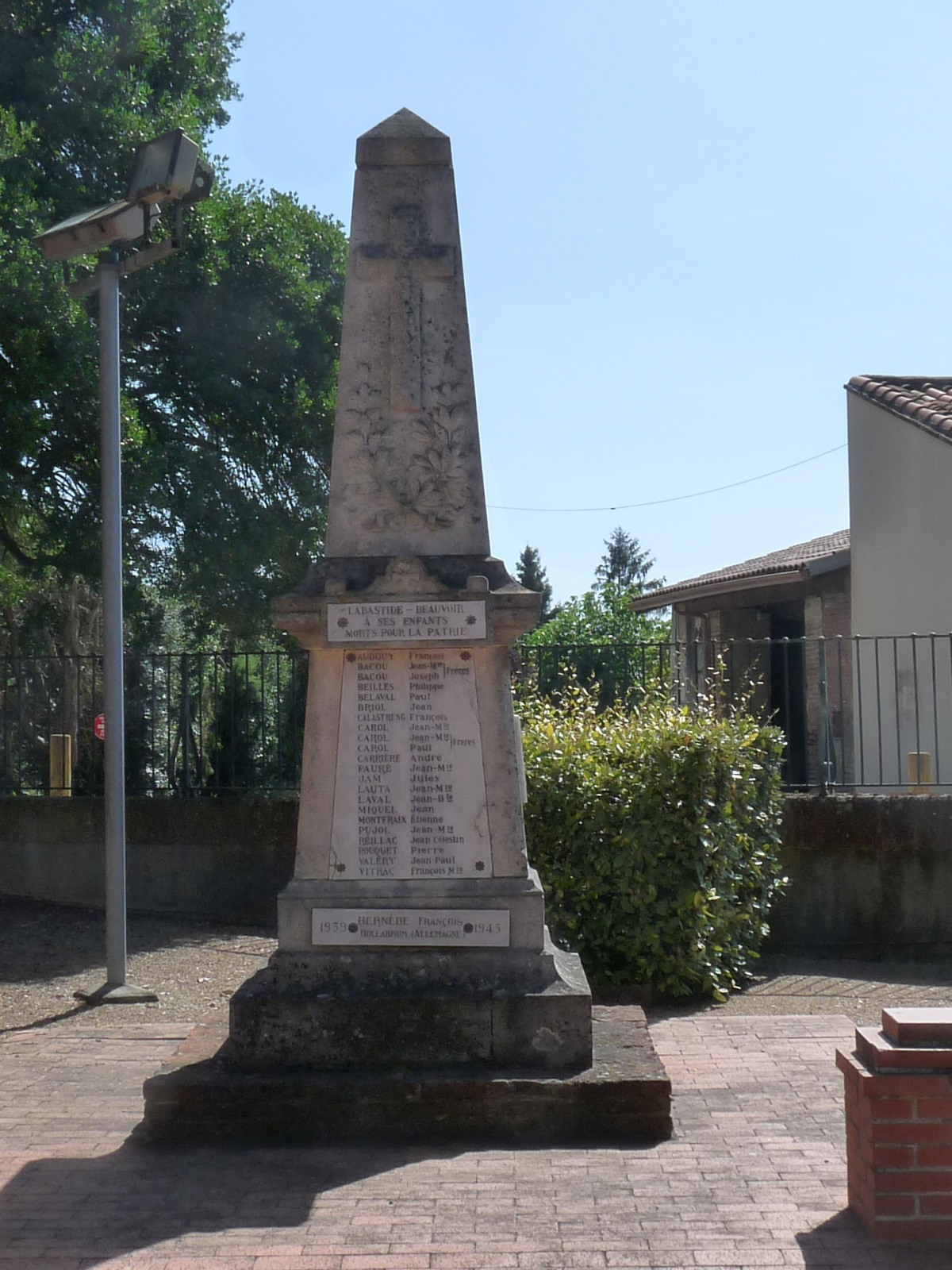
Le monument aux morts
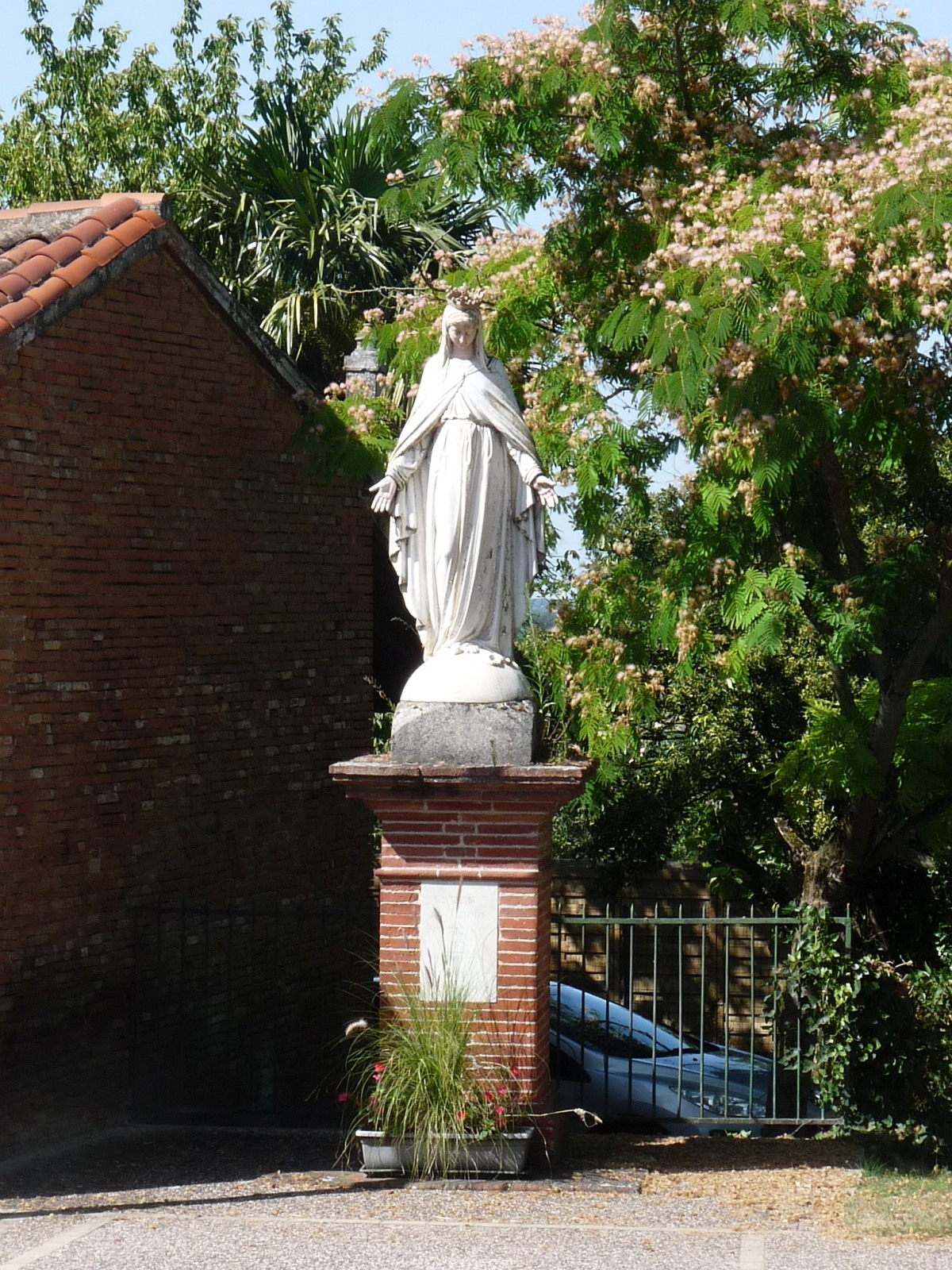
Statue de l'Immaculée Conception

### Personnalités liées à la commune
- Jean Baptiste Louis Apollonie Séraphin Clair Joseph de Villèle, homme politique français, Premier ministre entre 1821 et 1828.
- Josselin Gruvel (1834-1898), poète.
- Jérôme Cazalbou.
- Raymond Roques y est né en 1902.
- Bernard Rottenfus[44], artiste marquetteur et musicien mécanique.

### Héraldique
| Labastide-Beauvoir | Son blasonnement est : D'argent au pal d'azur. |